# Algoritmo adaptativo
Los algoritmos adaptativos son un tipo de algoritmos que tienen la capacidad de modificar su comportamiento de manera automática durante su ejecución. Esta adaptación se basa en los cambios que ocurren en su entorno o en el propio programa, así como en la información disponible y en un mecanismo de recompensa predefinido. La información que utilizan para ajustar su comportamiento puede incluir la historia de los datos recibidos, detalles sobre los recursos computacionales disponibles y otros datos relevantes adquiridos durante la ejecución.

## Características Principales
Los algoritmos adaptativos son capaces de aprender y ajustarse a nuevas condiciones, lo que les permite optimizar su rendimiento. Por ejemplo, el algoritmo de ordenamiento introsort comienza utilizando quicksort para ordenar elementos, pero cambia a heapsort si detecta que el tiempo de ejecución se extiende más de lo habitual. Esto es importante porque quicksort tiene una complejidad promedio de O(nlogn), pero en el peor de los casos puede llegar a O(n2).

## Aplicaciones en Diversos Campos
Los algoritmos adaptativos se utilizan en una amplia variedad de campos, incluyendo:
- Control y Procesamiento de Señales: Un ejemplo destacado es el Filtro de Mínimos Cuadrados Medios (LMS), que es un algoritmo estocástico utilizado en filtrado adaptativo y aprendizaje automático. Este filtro ajusta sus coeficientes para minimizar la señal de error, que es la diferencia entre la señal deseada y la real.
- Filtros Digitales Adaptativos: Estos filtros pueden ser tanto FIR (Finite Impulse Response) como IIR (Infinite Impulse Response). Sus coeficientes no son fijos; se actualizan periódicamente mediante un algoritmo adaptativo. Un filtro digital adaptativo consta de dos partes: un filtro con coeficientes variables y un algoritmo que ajusta esos coeficientes.
- Sistemas de Radar: Un ejemplo es el índice de falsa alarma constante (CFAR), que adapta su umbral de detección basado en las condiciones del entorno.
- Aprendizaje Automático: Muchos algoritmos en este campo son adaptativos. Por ejemplo, la tasa de aprendizaje puede ajustarse automáticamente según las estadísticas obtenidas durante el proceso de optimización.
- Compresión de Datos: Algoritmos como la codificación Huffman adaptativa o la predicción por coincidencia parcial pueden adaptar sus técnicas de compresión basándose en los símbolos ya procesados.
- Codificación Acústica Adaptativa: Utilizada en tecnologías como las grabadoras MiniDisc, donde la longitud de la ventana para comprimir audio puede cambiar según las características del sonido.

## Ejemplos Notables
- Introsort: Combina quicksort y heapsort para mejorar el rendimiento.
- Filtro LMS: Ajusta coeficientes para minimizar errores en señales.
- CFAR: Ajusta umbrales en sistemas radar según el contexto.
- Codificación Huffman Adaptativa: Modifica técnicas de compresión basándose en datos previos.